# Diwnogorje
Koordinaten: 50° 58′ N, 39° 18′ O
Das Naturschutzgebiet Diwnogorje (russisch Дивногорье) liegt etwa zehn Kilometer westlich von Liski am Rande der Auen des Don in der Oblast Woronesch. Aus Liski kann das Naturschutzgebiet mit der Bahn schnell erreicht werden. Ein Bahnsteig liegt direkt am Aufstieg zur Kirche und zum Plateau.

## Geologische Besonderheiten

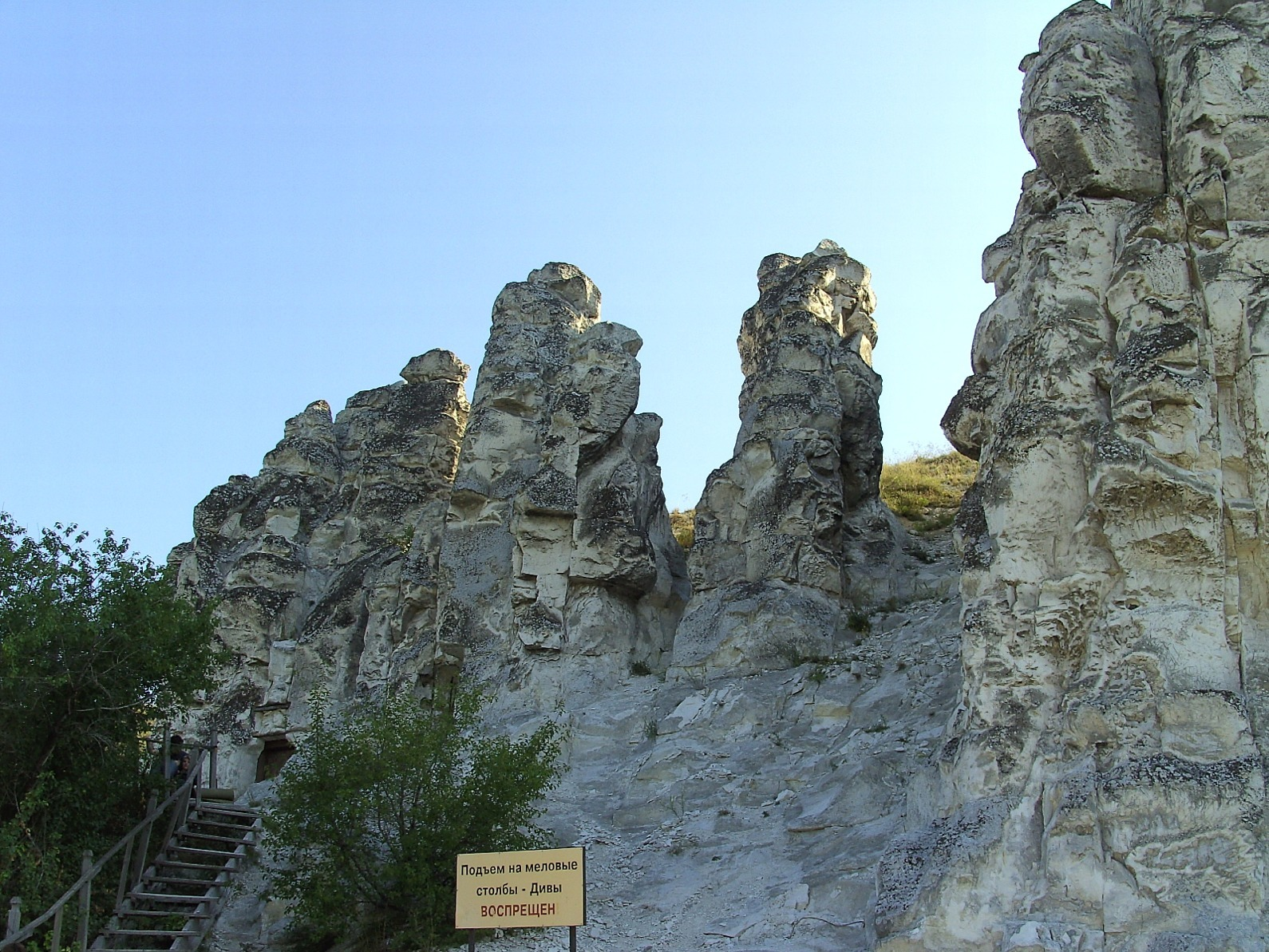
Kreidefelsen

Im Naturschutzgebiet treten Kreideablagerungen an die Oberfläche. Das Kreideplateau hebt sich mit 2 mm pro Jahr aus dem Untergrund. Die oberste Kreideschicht besteht aus circa 20 m mächtigen Ablagerungen mit einer Tonbeimengung von 15 bis 20 %. Darunter liegt eine 80 m mächtige Schicht mit reiner Kreide. Die Erosion kann die obere Kreideschicht schneller verwittern. Somit werden Kreidefelsen aus dem Plateau herauspräpariert. Bei starkem Regen oder der Schneeschmelze färben sich die Flüsse in der Gegend durch die erodierte Kreide weiß.

## Geschichtliches
Auf der nordwestlichen Ecke des Plateaus sind Reste einer Wallanlage zu finden. Die Alanen hatten hier ein Kastell zur Sicherung ihrer Nordgrenze.

## Vegetation
Aufgrund der steilen Hänge des Kreideplateaus wurde die Umwelt in sehr geringem Maße anthropogenen Veränderungen ausgesetzt. Die Kreidefelsen sind Rückzugsgebiet für eine große Anzahl von Pflanzen und Tieren. Auf den Plateaus ist Steppenvegetation zu finden. Die Vegetation besteht aus ungefähr 250 Pflanzenarten aus 147 Gruppen. Weiterhin sind je 30 Moose und Flechtenarten aus 44 Familien zu finden. 90 % der Pflanzen sind mehrjährig. Auf besonders trockenen Stellen können Wüstenpflanzen gefunden werden.
An Pflanzen gibt es: Carex humilis, Thymus calcareus, Stipa capillata, Festuca sulcata

## Kirche der sizilianischen Gottesmutter

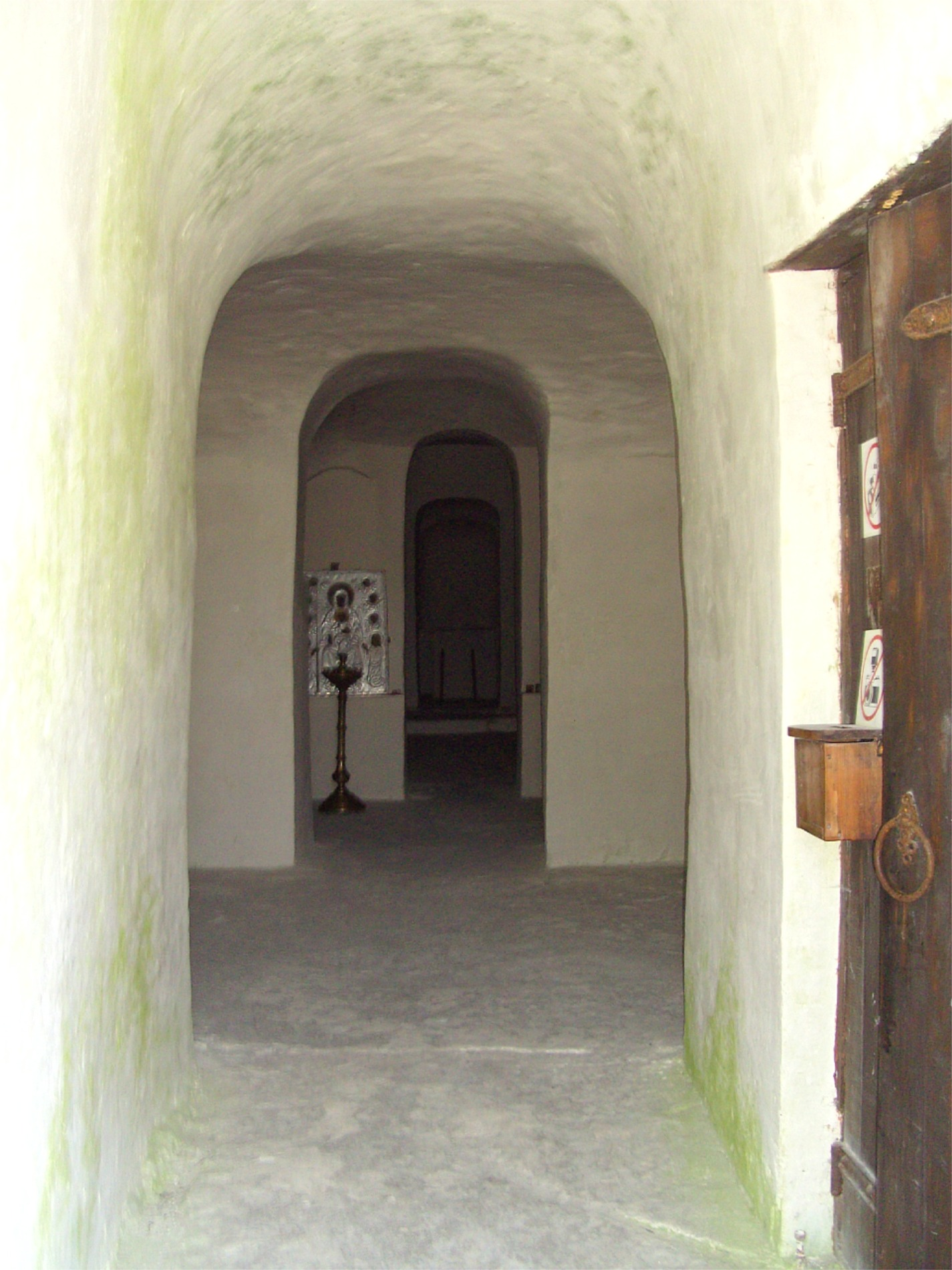
Höhlenkloster im Kreidefels

In die Kreidefelsen von Diwnogorje wurde um das Jahr 1650 von ukrainischen Mönchen eine Kirche gehauen. Die leicht zu bearbeitenden Kreidefelsen können bereits mit Äxten und Sägen geformt werden. Im Gebiet Diwnogorje gibt es daher drei Höhlenkirchen, in der Oblast Woronesch insgesamt um die 20.
Die Kirche besticht durch ihre kreideweißen Innenwände. Ein Kreuzgang umfasst den Altarraum. Links und rechts des Altars sind Nischen für den Chor eingelassen. Die Akustik ist überwältigend. Von der Kirche führt ein Gang in einige etwas höher gelegene Räume. Diese Räume dienten der Unterkunft der wenigen Mönche, die hier in einem Kloster lebten.
Das Kloster wurde bis 1918 genutzt. 1996 wurde es wieder in Betrieb genommen. Aktuell unterrichten fünf Mönche vier Klosterschüler.
Die Mönche prägten den Namen Diwnogorje, der so viel wie „wunderbare Berge“ bedeutet.